# Letiště Cà Mau
Letiště Cà Mau (vietnamsky: Cảng hàng không Cà Mau, Sân bay Cà Mau) je mezinárodní letiště nacházející se východně od města Cà Mau v provincii Cà Mau.